# Pacific Coast Hockey League
Die Pacific Coast Hockey League (PCHL) war eine professionelle Eishockey-Minor League, in der Teams aus Westkanada und dem westlichen Teil der Vereinigten Staaten von Amerika spielten. Die Liga existierte in mehreren Phasen: von 1928 bis 1931, von 1936 bis 1941 und schließlich von 1944 bis 1952. 1952 wurde die Liga in die Western Canada Senior Hockey League integriert.

## PCHL 1928–1931
Die Liga existierte in ihrer ersten Phase für drei Spielzeiten. Es spielten vier Teams in der Liga. Das Franchise der Cubs wurde in der letzten Saison durch das Team Tacoma Tigers ersetzt.

### Teams
- Portland Buckaroos (1928–1931)
- Seattle Eskimos (1928–1931)
- Tacoma Tigers (1930–1931)
- Vancouver Lions (1928–1931)
- Victoria Cubs (1928–1930)

### Meister
- 1929: Vancouver Lions
- 1930: Vancouver Lions
- 1931: Seattle Eskimos

## PCHL 1936–1941
Auch in dieser Zeit waren vier Teams in der Liga aktiv. Die Teams aus Portland, Seattle und Vancouver hauchten der Pacific Coast Hockey League mit einer Mannschaft aus Oakland neues Leben ein. In dem ersten Jahr wurde das Team aus Oakland nach Spokane umgesiedelt. Das gleiche Team wurde in der Saison 1939/40 aufgelöst, kehrte jedoch ein Jahr später als Spokane Bombers in die Liga zurück.
Die Liga wurde 1941 aufgelöst, einer der Hauptgründe war der Zweite Weltkrieg.

### Teams
- Oakland Clippers/Spokane Clippers (1936–1938)
- Portland Buckaroos (1936–1941)
- Seattle Seahawks (1936–1940)
- Vancouver Lions (1936–1941)
- Spokane Bombers (1940–1941)
- Seattle Olympics (1940–1941)

### Meister
- 1937: Portland Buckaroos
- 1938: Seattle Seahawks
- 1939: Portland Buckaroos
- 1940: Vancouver Lions
- 1941: Vancouver Lions

## PCHL 1944–1952
Die Pacific Coast Hockey League wurde als Amateurliga neugegründet. Hauptgrund für diese Entscheidung war, dass die National Hockey League (NHL) die Rechte für professionelles Eishockey in den Gebieten um Vancouver, Portland und Seattle innehatten. Die NHL forderte hohe Gebühren für eine Ligagenehmigung, die die PCHL Gründer nicht bereit waren zu zahlen.
Die Liga wurde in zwei Divisionen unterteilt und beinhaltete anfangs neun Teams. In der Saison 1945/46 existierten dann schließlich eine North Division (New Westminster Royals, Portland Eagles, Seattle Ironmen und die Vancouver Canucks) und eine South Division (Hollywood Wolves, Los Angeles Monarchs, Oakland Oaks, San Diego Skyhawks und die San Francisco Shamrocks). Die Fresno Falcons und Tacoma Rockets stießen in der Spielzeit 1946/47 dazu. Die Hollywood Wolves nahmen an der PCHL-Saison 1947/48 nicht mehr teil.
1948 wurde die Liga wieder zur Profiliga. Die PCHL unterstand aufgrund eines rechtlichen Vertrages in dieser Zeit unter der Aufsicht der NHL.
Die Portland Eagles wurden 1948/49 in Portland Penguins umbenannt, die Victoria Cougars wurden in der Saison 1949/50 ein neues Team in der Liga. Die Oakland Oaks quittierten den Spielbetrieb in der PCHL in der gleichen Saison nach 29 Spielen. Hiernach wurde das System der zwei Divisionen aufgegeben und es blieb noch eine Division mit sechs Teams in der Spielzeit 1950/51 übrig. Die Fresno Falcons verließen die Liga und wurden Mitglied der United States Hockey League. Außerdem beendeten die Los Angeles Monarchs, die San Diego Skyhawks und die San Francisco Shamrocks ihre Zugehörigkeit in dieser Liga.
In der letzten Saison (1951/52) der PCHL verließen die Portland Eagles ebenfalls die Liga. Die Calgary Stampeders, Edmonton Flyers und die Saskatoon Quakers kamen neu von der Western Canada Senior Hockey League in die Pacific Coast Hockey League. In der Saison 1952/53 wechselte die PCHL ihren Namen zu Western Hockey League (WHL).

### Teams
| - Calgary Stampeders (1951–1952, wechselten in die WHL) - Edmonton Flyers (1951–1952, wechselten in die WHL) - Fresno Falcons (1946–1950) - Hollywood Wolves (1944–1947) - Los Angeles Monarchs (1944–1950) - New Westminster Royals (1945–1952, wechselten in die WHL) - Oakland Oaks (1944–1949) - Pasadena Panthers (1944–1945) - Portland Eagles (1944–1949, wurden Portland Penguins; 1950–1951) - Portland Penguins (1949–1950, wurden Portland Eagles) | - San Diego Skyhawks (1944–1950) - San Francisco Shamrocks (1944–1950) - Saskatoon Quakers (1951–1952, wechselten in die WHL) - Seattle Ironmen (1944–1952) - Seattle Stars (1944–1945) - Tacoma Rockets (1946–1952, wechselten in die WHL) - Vancouver Vanguards (1944–1945) - Vancouver Canucks (1945–1952, wechselten in die WHL) - Victoria Cougars (1949–1952, wechselten in die WHL) |

### Meister
- 1945: Seattle Ironmen
- 1946: Vancouver Canucks
- 1947: Los Angeles Monarchs
- 1948: Vancouver Canucks
- 1949: San Diego Skyhawks
- 1950: New Westminster Royals
- 1951: Victoria Cougars
- 1952: Saskatoon Quakers